# Castello di Rocca San Felice
Das Castello di Rocca San Felice ist eine Burgruine aus dem 9. Jahrhundert in Rocca San Felice in der italienischen Region Kampanien.

## Geschichte
Den genauen Bauzeitpunkt der Burg kennt man nicht, aber man nimmt an, dass sie um 850 von den Langobarden zur Verteidigung des Herzogtums Benevent gegen byzantinische Überfälle errichtet wurde. Mit der normannischen Eroberung ab 1076 wurde sie restauriert und erweitert. Zwischen 1150 und 1160 wurde sie erstmals urkundlich erwähnt, und zwar im Catalogus baronum unter dem Namen „Castellum Sancti Felicis“; damals war der Eigentümer Ruggiero di Castelvetere, ein Vasall von Elia Gesualdo. Man nimmt an, dass im Jahre 1236 der Sohn von Kaiser Friedrich II., Heinrich, in den dortigen Kerkern eingesperrt wurde: Ein Legende erzählt, dass seine Gattin Margarethe in Vollmondnächten auf der Suche nach ihrem Gatten zwischen den Ruinen umherstreicht.
Später verlor die Burg ihre Verteidigungsfunktion und wurde für Wohnzwecke umgebaut. Damals gehörte sie den D’Aquinos, dann ab 1440 den Saracenos, unter denen sie 1456 durch ein Erdbeben zerstört wurde. Dann fiel sie an die Caracciolos, an die Reales, die sie 1603 restaurieren ließen, speziell an Baron Francesco Reale, und schließlich an die Capobiancos bis zum Jahre 1806. Eine Zeitlang wurde die Burg als Schmiedewerkstatt genutzt, dann wurde sie aufgegeben.

## Beschreibung
Dank eines Drucks von 1783 weiß man über die Gestalt der Burg in dieser Zeit Bescheid: Sie hatte eine Umfassungsmauer mit zwei Türmen, die den Raum abgrenzte, in dem das Dorf stand.
Von der auf einem Felsvorsprung in 723 Metern Höhe errichteten Burg blieben nur noch ein Tor im Dorfkern, ein Teil der Umfassungsmauer und der Bergfried gut sichtbar erhalten. Wenn man durch einen ersten Eingang geht, gelangt man in einen Hof, in dem einst die Handwerker und die Soldaten untergebracht waren. Durch einen zweiten Eingang kommt man in den Hof, in dem der Bergfried steht. Dieser wurde im 12. Jahrhundert errichtet, hat einen Durchmesser von 10 Metern und etwa 2,5 Meter dicke Trockenmauern. Der teilweise erhaltene Bergfried erstreckt sich über vier Geschosse: Im ersten gibt es eine noch sichtbare Zisterne mit Lagerplatz, im zweiten lag die Küche mit Herd und Brunnen; im dritten Stock, in den man über eine außen liegende Steintreppe gelangt, befinden sich die Wohnräume; insbesondere dieses Geschoss ist mit Waschgelegenheiten und Toiletten ausgestattet. Das obere Ende des Turms, das als Ausguck diente, hatte ein schräges Dach, um Regenwasser zu sammeln, das direkt in die Zisterne geleitet wurde.